# (6756) 1978 VX3
(6756) 1978 VX3 (1978 VX3, 1971 DF1) — астероїд головного поясу, відкритий 7 листопада 1978 року.
Тіссеранів параметр щодо Юпітера — 3.349.